# Bindlacher Berg
Bindlacher Berg ist ein Gemeindeteil der Gemeinde Bindlach im Landkreis Bayreuth (Oberfranken, Bayern). Bindlacher Berg liegt in der Gemarkung Benk.

## Lage
Die Siedlung liegt geographisch auf der gleichnamigen Erhebung und grenzt an den Nordbereich des Hauptorts Bindlach, der 120 Meter tiefer liegt. Die höchste Stelle des Bindlacher Bergs liegt mit 493 m ü. NHN nordöstlich des Gemeindeteils Röhrig.

## Geschichte

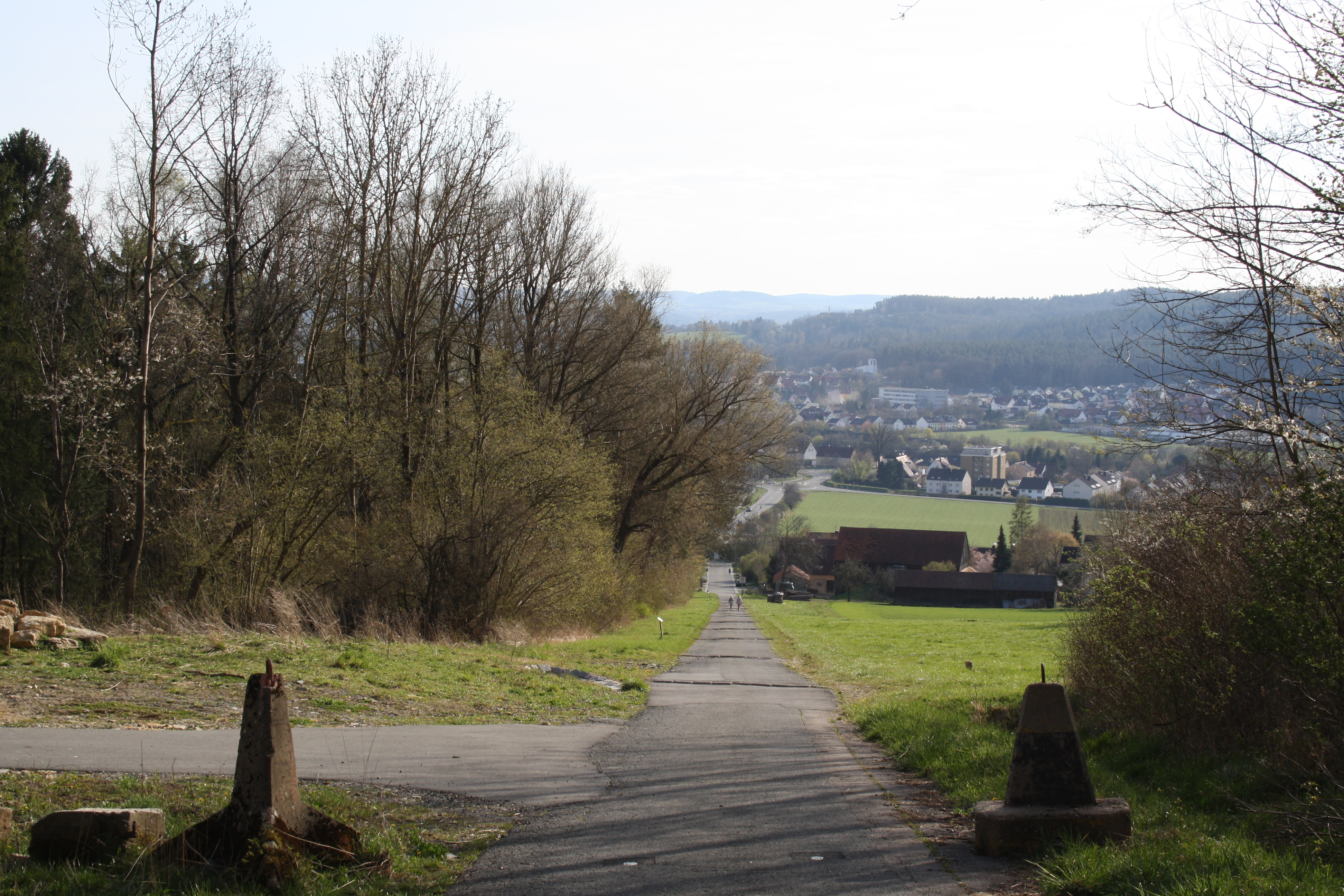
Alte Bergstraße, ehemalige Reichsstraße 2

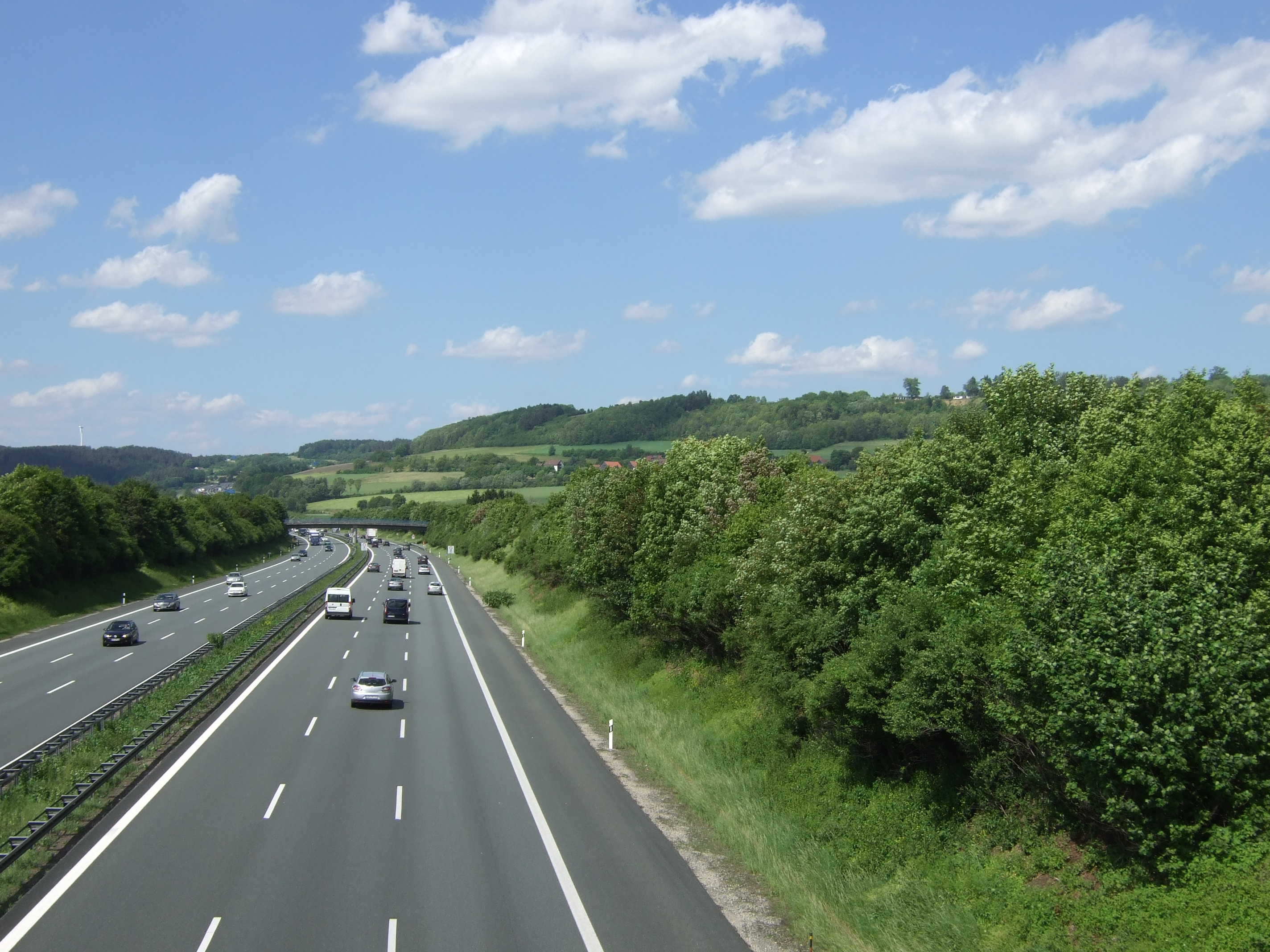
Fuß der Südrampe der A 9, rechts der Bindlacher Berg, mittig am Hang der Gemeindeteil Röhrig

Fundstücke in Form von Werkzeugen belegen die Anwesenheit von Menschen in der Zeit zwischen 4000 und 2000 vor unserer Zeitrechnung. 1809 lagerten auf dem Berg mehr als 4000 Soldaten, im Mai 1812 zog Napoleon über den Bindlacher Berg. Graf Münster entdeckte in den Kalksteinbrüchen (Oberer Muschelkalk) an den Hängen des Bindlacher Bergs die ersten Saurier-Fossilien auf deutschem Boden.
Die bis dahin geradlinig steil auf den Berg verlaufende Reichsstraße 2 erhielt 1895 ihre neue Trasse durch den Ortsteil Röhrig. Die alte Trasse hatte wegen der starken Steigung ein zweimaliges Umspannen der Kutschpferde erfordert, wobei in der Talstation in Bindlach kräftige Arbeitspferde die Aufgabe der „edleren“ Rösser übernahmen. In der Bergstation An der Ausspann wurden die Pferde wieder gewechselt.
Am 26. Juli 1835 erblickte Richard Wagner vom Bindlacher Berg aus erstmals Bayreuth und ließ sich vom Postillon den Namen des von der Abendsonne beleuchteten Provinzstädtchens nennen. Den Blick von Osten auf die Stadt rühmte später dessen Frau Cosima als „vielleicht am schönsten“.
Am 15. Juli 1937 wurde zu den Bayreuther Festspielen der Abschnitt von Bayreuth nach Lanzendorf der heutigen Bundesautobahn 9 als Reichsautobahn über den Westhang des Bindlacher Bergs eröffnet. Die heutige Anschlussstelle 40b (Bindlacher Berg) war bis zum sechsstreifigen Ausbau keine öffentliche Anschlussstelle, sondern den US-Streitkräften vorbehalten.

### Fliegerhorst
Zwischen 1937 und 1938 richtete die Luftwaffe im Zuge der Aufrüstung der Wehrmacht auf dem Bindlacher Berg einen Fliegerhorst ein. Vor 1937 befand sich auf der Anhöhe nur ein Bauernhof, der abgerissen wurde. Große Waldteile wurden gerodet und planiert, um eine möglichst große Ebene herzustellen, auf der Flugzeuge starten und landen konnten. Für die dafür eingesetzten Arbeiter wurde oberhalb von Röhrig ein Barackenlager errichtet, in dem später Flakmannschaften, Luftwaffenhelferinnen und italienische Hilfswillige untergebracht wurden.
Ab Mai 1939 war dort das Zerstörergeschwader I./ZG 52 stationiert. Hitler, der keine Stationierung von Kampfeinheiten in Bayreuth wünschte, ließ die Einheit im August desselben Jahres nach Biblis verlegen. Ab dem 4. September 1939 wurde der Fliegerhorst von Flugzeugführerschulen und fliegertechnischen Schulen genutzt. 1500 Bordmechaniker konnten an allen gängigen Flugzeugmustern der Luftwaffe ausgebildet werden, das Lehrpersonal bestand aus 350 Unteroffizieren und Feldwebeln. Von der Instandsetzungskompanie 6 wurden Flugzeugreparaturen durchgeführt, zudem gab es eine Ausbildungsstätte für Flugzeugbauer im Metallflugzeugbau. Ab dem 14. Februar 1944 wurden verschiedene Nahaufklärungsgruppen stationiert, am 5. April 1945 wurde die Nachtschlachtgruppe 2 von Erfurt-Bindersleben mit ihren fünf verbliebenen Sturzkampfbombern Ju 87 auf den Bindlacher Berg verlegt. Nach einigen Tiefangriffen gegen die US-amerikanischen Heeresverbände setzte sich die Einheit in Richtung Fliegerhorst Pocking ab.
Am 11. April 1945 wurde der Fliegerhorst bei einem Bombenangriff teilweise in Brand geschossen und Flugzeuge wurden zerstört. Vier Tage später wurde er von der US-Armee besetzt. Die US-Armee errichtete dort später die bis 1992 genutzte Kaserne Christensen Barracks, benannt nach 2nd Lieutenant Dale Eldon Christensen.

### Zwangsarbeiterlager Ramsenthal
Nahe der Rampe der Bundesautobahn 9, an der Stelle des heutigen Konfirmandenwäldchens, wurde ein aus sechs Baracken bestehendes Lager errichtet. Zunächst bot es beim Bau der Autobahn  Unterkunft der Arbeiter. Während des Zweiten Weltkriegs waren dort Zwangsarbeiter interniert, die auf dem Fliegerhorst und in den Bindlacher Steinbrüchen eingesetzt wurden. Sie waren in zwei Arbeitskommandos von je 60 bis 80 Mann eingeteilt. Überwiegend handelte es sich um tschechische politische Gefangene aus dem Zuchthaus Sankt Georgen, aber auch Franzosen und Belgier waren darunter. Verwaltet wurde das Lager, das nach dem Kriegsende in Flammen aufging und dabei vollständig zerstört wurde, von der Wehrmacht.

### Neubürgerreuth

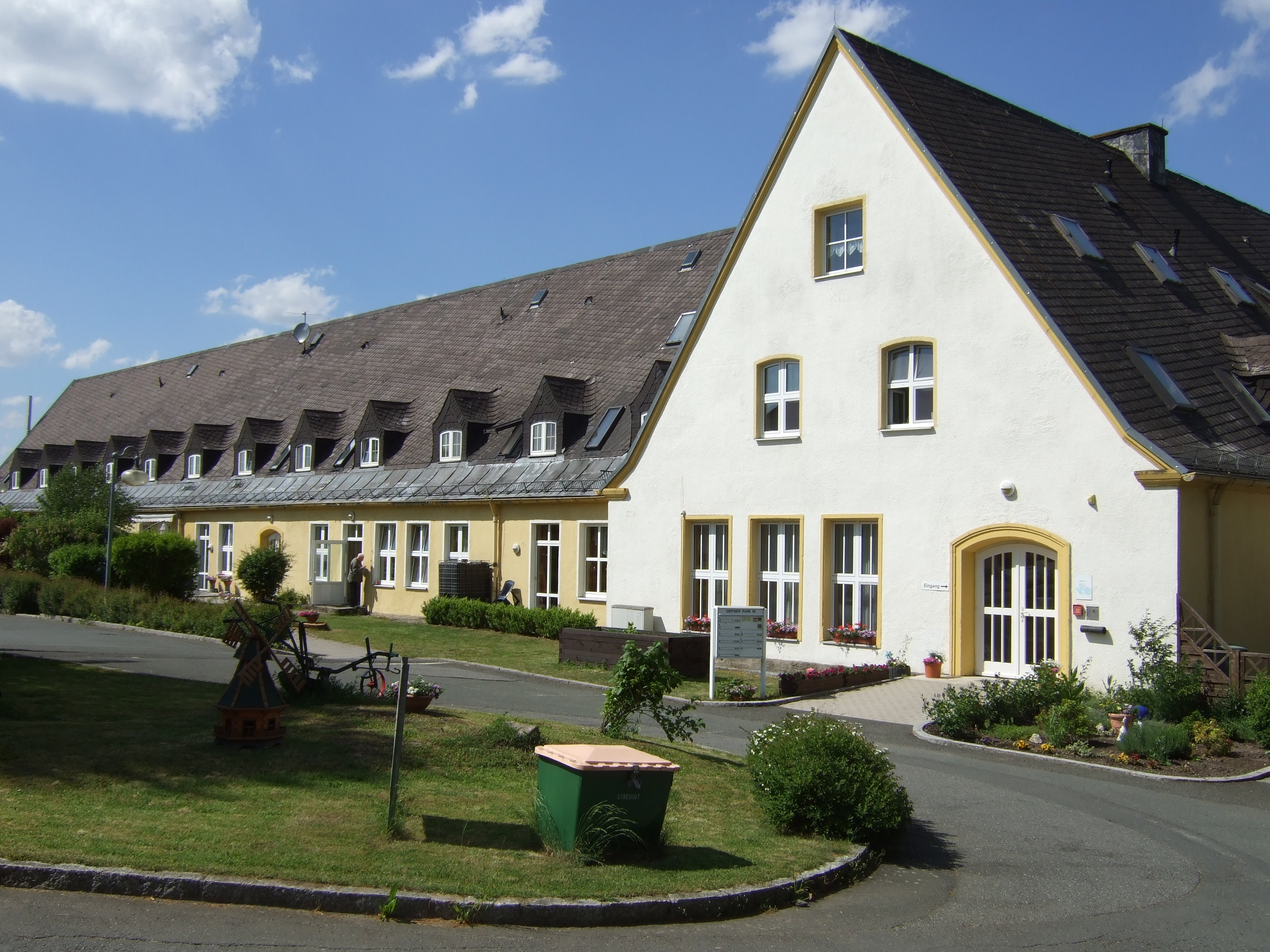
Ehemaliges Krankenhaus

Um eine Zerstreuung der Unternehmer, Arbeiter und Heimarbeiter ihrer Glasindustrie zu vermeiden, suchten maßgebliche Vertreter der Vertriebenen aus Gablonz eine Stelle für eine gemeinsame Ansiedlung. Das Areal des vormaligen Fliegerhorstes erschien als geeigneter Ort. In den Jahren 1937/38 wurden dort siebzehn winterfeste Großbaracken errichtet, das Gelände war bereits mit Straßen erschlossen und kanalisiert. Im Mai 1946 beschloss der bayerische Ministerrat, alle Gablonzer Firmen und Arbeiter im oberfränkischen Raum anzusiedeln. Auf dem Bindlacher Berg ließen sich im ehemaligen Krankenhaus sechs Betriebe nieder, die 34 Arbeiter und 210 Heimarbeiter beschäftigten. Bald wurden massive Unterkünfte gebaut, und die neue Siedlung erhielt ein eigenes Dienstsiegel. Der damalige Bayreuther Landrat wählte für die Siedlung den Namen „Neubürgerreuth“.
Im Sommer 1946 wurde der Flugplatz von den Amerikanern beschlagnahmt, die das Areal für eigene Zwecke beanspruchten. Die Glasmacher begannen nach Weidenberg, Warmensteinach und Fichtelberg abzuwandern. Gablonzer Familien lebten aber noch bis Ende 1951 auf dem Bindlacher Berg.

### Barackenlager

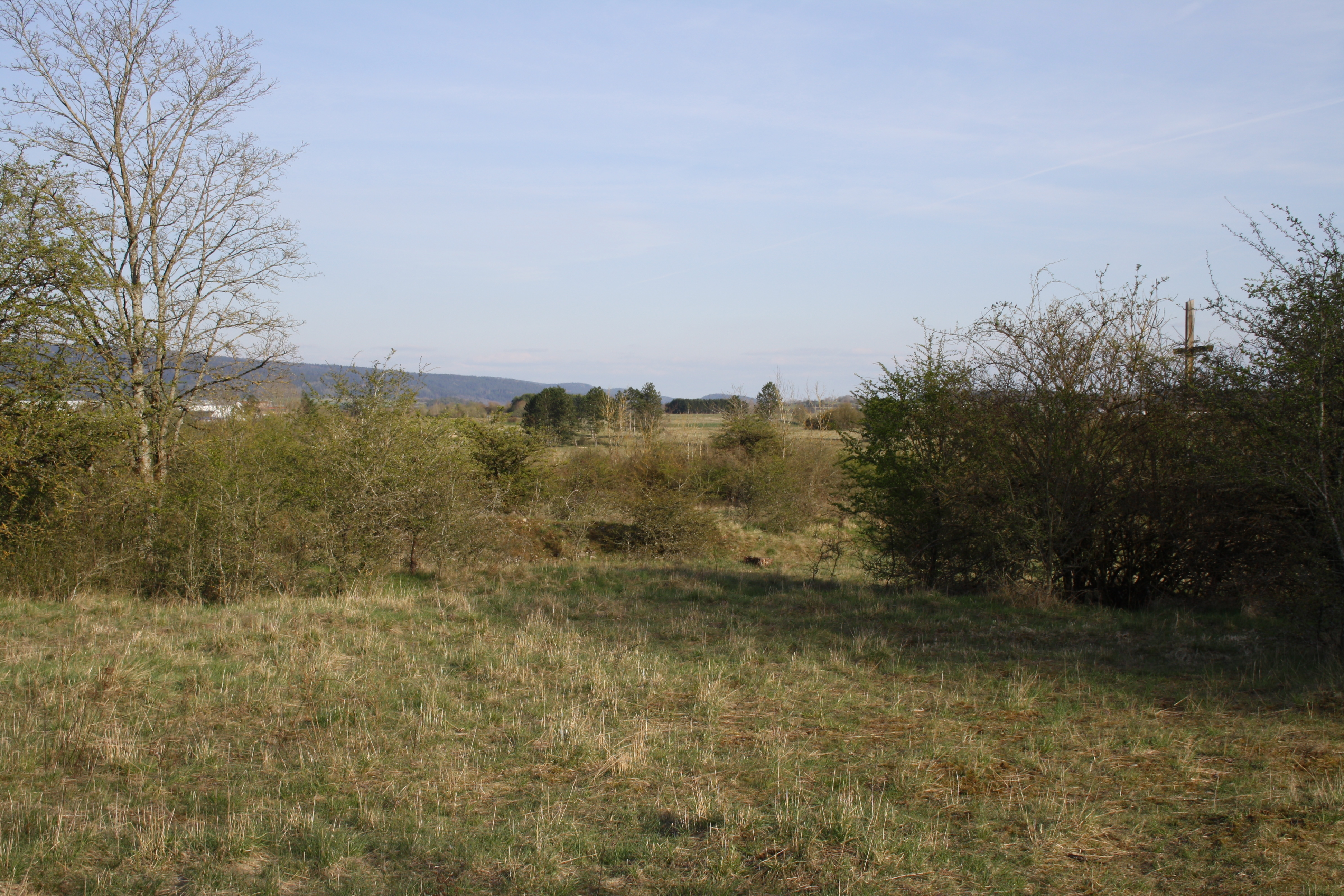
Gelände des ehemaligen Barackenlagers, rechts hinter den Büschen das 2020 errichtete dritte Gedenkkreuz

Parallel zur Errichtung der Christensen Barracks entstand in den Baracken des Fliegerhorsts ein Auffanglager für ehemalige Zwangsarbeiter, die auf die Rückkehr in ihre Heimatländer warteten. Heimatvertriebene aus den ehemaligen ostdeutschen Provinzen waren die nächsten Bewohner, ehe sie auf andere Orte verteilt wurden. Am 1. April 1946 übernahm der Freistaat Bayern die Anlage als eines von zwölf Regierungs-Durchgangslagern (DGL). Durch das Lager wurden über 300.000 Flüchtlinge, vor allem aus dem Sudetenland, aber auch aus Schlesien und Ostpreußen, geschleust.
Im Sommer 1947 lebten in der amerikanischen Besatzungszone 160.000 jüdische Menschen als Displaced Persons (DPs). Obwohl die US-Verwaltung weitere Zuzüge von jüdischen DPs in ihren Machtbereich untersagte, gelang Anfang 1948 weiteren 6000 rumänischen Juden das Überqueren der Grenze. Ab dem 3. März 1948 quartierte die US-Militärregierung in einigen der Baracken auf dem Bindlacher Berg zwangsweise die ersten 176 Juden, darunter etwa vierzig Kinder, ein. Die Amerikaner zeigten kein Interesse daran, das Leben der eingesperrten DPs erträglich zu gestalten. Zwei bis drei Familien mussten sich jeweils ein Zimmer teilen. Die Räume waren nicht geheizt, es gab kein warmes Wasser. Jede Person erhielt nur zwei Decken, die Lebensmittelrationen wurden auf 1500 kcal pro Tag gekürzt. Am 6. März besuchten Mitglieder einer jüdisch-amerikanischen Hilfsorganisation das Lager und fanden dort „unterernährte, zerlumpte und verzweifelte Männer, Frauen und Kinder“ vor. Ihrer Initiative war es zu verdanken, dass die Baracken winterfest gemacht wurden und sich die Lebensumstände der Insassen verbesserten. Die letzten jüdischen DPs konnten das Lager erst im Februar 1949 verlassen.
In die freigewordenen Baracken zogen Flüchtlinge aus Schlesien, Ostpreußen und der Tschechoslowakei dauerhaft ein, das DGL wurde zum Wohnlager. Die 15 großen Baracken sollten 750 Menschen aufnehmen, waren aber oftmals mit bis zu 1300 Personen belegt. Auf jeweils 25 Quadratmetern lebten, arbeiteten, kochten und schliefen bis zu zwei Familien, oft zu acht oder neunt. 1966 wurde das Flüchtlingslager aufgelöst, die Baracken wurden abgerissen. Eine 1965 von der Gemeinde errichtete Baracke für Obdachlose existierte bis 1976. An das Lager erinnert nur noch das sogenannte Bergkreuz, ein Gedenkkreuz aus Benker Eichenholz, dessen drittes Exemplar im Oktober 2020 aufgestellt wurde. Das im Jahr 2002 aufgestellte zweite Kreuz war in jenem Jahr „einfach umgefallen“.

### US-Kaserne

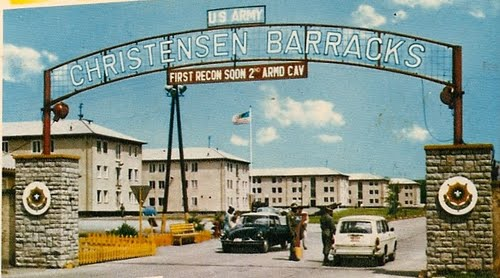
Christensen Barracks, 1972

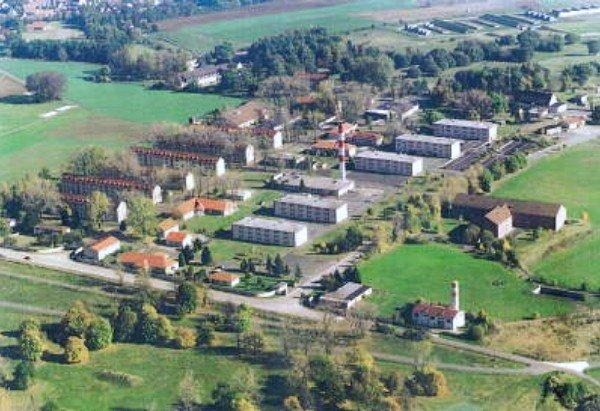
Christensen Barracks im Endausbauzustand, links die Angehörigen-, mittig die Mannschaftswohnblöcke, 1976

Als Flugplatz mit Schulungseinrichtungen, der nicht als Liegeplatz für deutsche Abfangjäger diente, hatte im Zweiten Weltkrieg jener auf dem Bindlacher Berg die Luftangriffe der Alliierten nahezu unbeschadet überstanden. So konnte er rasch zu einem Großstandort der US-Armee aufwachsen. Zunächst übernahm die 366th Fighter Group, ein mit Kampfflugzeugen des Typs Republic P-47 „Thunderbolt“ ausgerüsteter Verband, die Anlage. Ab 1952 frei werdende Truppenunterkünfte gingen an das 2. Panzeraufklärungsregiment.
Die US-amerikanische Kaserne diente dem 1. Bataillon des 2. US-Kavallerieregiments bis 1992 als Basis für die Überwachung der deutsch-tschechischen Grenze. Stationiert war dort von 1953 bis 1992 auch die 1. Schwadron des 2. Panzeraufklärungsregiments. Als Zugführer dessen 1. Zugs, Bravo Troop, 1. Staffel, diente von Ende 1986 bis 1988 der spätere US-amerikanische Außenminister Mike Pompeo auf dem Bindlacher Berg. Am 30. Januar 1992 gab der Kommandeur Tony A. Isaacs die Räumung der Christensen Barracks bekannt. Die in Bindlach und Bayreuth stationierten US-Streitkräfte wurden am 23. März 1992 verabschiedet.

### Heutige Situation
Mit dem Fall des Eisernen Vorhangs wurden der Standort und die Kaserne aufgegeben.
Zwischen 1992 und 1997 dienten die Mannschaftswohnblöcke teilweise als Unterkünfte für bedürftige Menschen, ehe sie 1997 abgerissen wurden. Die ehemaligen Angehörigen-Wohnblöcke im Norden des Areals wurden kernsaniert und als Eigentumswohnungen zu günstigen Konditionen verkauft. Die US-amerikanische Schule und der Kindergarten wurden renoviert und der Öffentlichkeit übergeben. Auch deswegen ist das Wohngebiet heute größtenteils von Familien mit Kindern besiedelt.
Viele der ehemaligen Instandhaltungs- und Lagergebäude werden heute gewerblich genutzt. Im Osten des Wohngebietes hat sich daraus ein kleines Industriegebiet entwickelt.

## Einwohnerentwicklung
2008 lebten in Bindlacher Berg 874, im Jahr 2009 904 Personen. Im Jahr 2010 erhöhte sich die Zahl auf 930 (Stand: 31. Dezember 2010).

## Politik
Zu den Gemeinderatswahlen des Jahres 2008 bildete sich mit der Bergliste eine Wählergemeinschaft. Diese setzte sich zum Ziel, Probleme, die das US-amerikanische Erbe am Bindlacher Berg hinterlassen hatte, auf politischer Ebene zu lösen. Bei den Gemeinderatswahlen 2008 und 2014 errang sie jeweils einen Sitz, 2020 trat sie nicht mehr an.

## Wirtschaft und Infrastruktur

### Verkehr

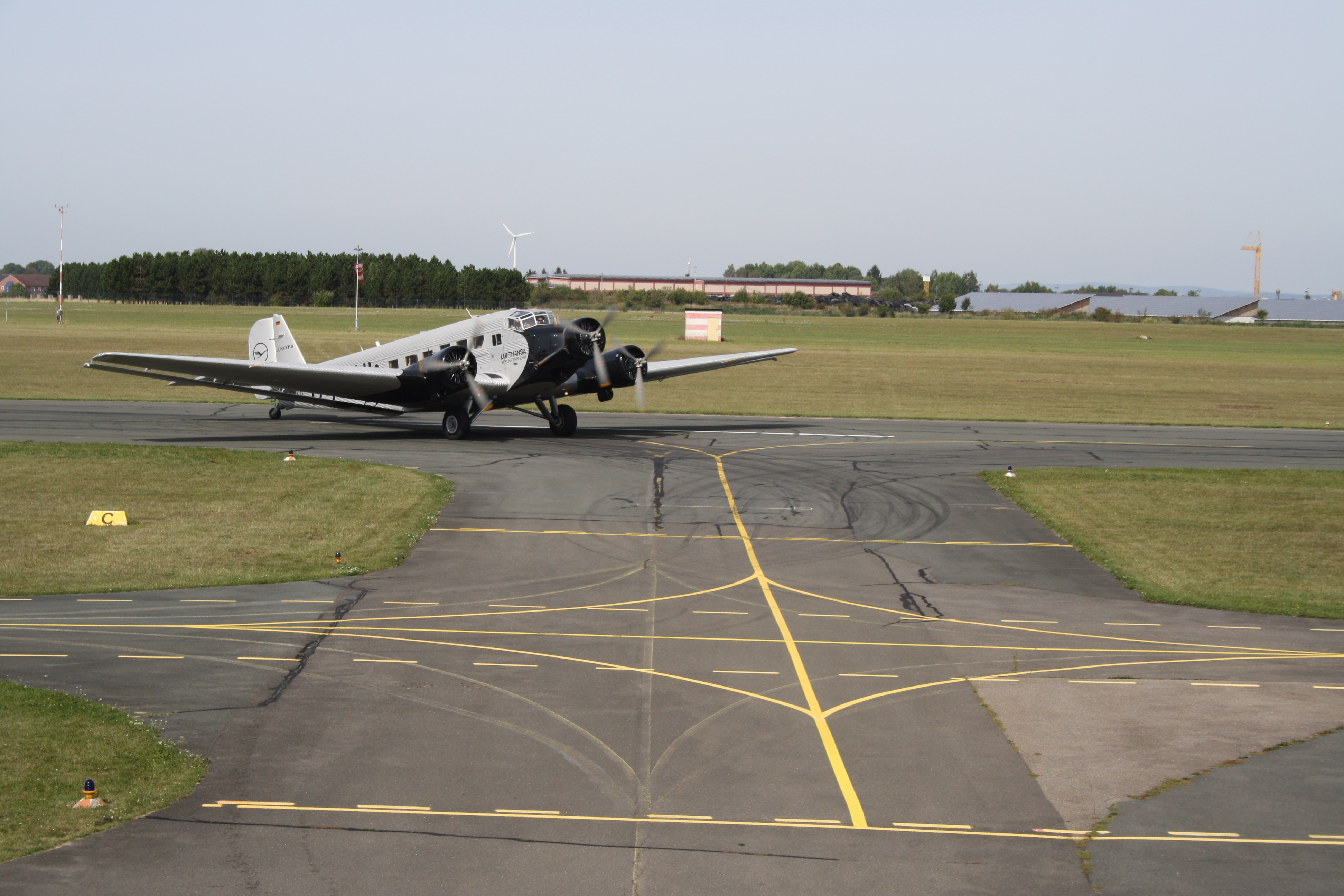
Verkehrslandeplatz Bayreuth, im Hintergrund ein ehemaliger Hangar der US-Streitkräfte

Das Autobahndreieck Bayreuth/Kulmbach, an dem die Bundesautobahn 70 in die Bundesautobahn 9 mündet, liegt einen Kilometer westlich des Gemeindeteils. Die ehemalige Autobahnauffahrt der amerikanischen Streitkräfte wurde nach deren Abzug zu der offiziellen Anschlussstelle 40b Bindlacher Berg der A 9 ausgebaut. Zwischen der Autobahn und dem Bindlacher Berg verläuft die Staatsstraße 2460. Im Südosten grenzt der Verkehrslandeplatz Bayreuth an den Gemeindeteil.

### Ansässige Unternehmen
In Bindlacher Berg sind Unternehmen verschiedenen Richtungen ansässig, so z. B. Baumaschinen, Lackfabrik, Zentrallager für Reifen, Transporte, Sandwerk, Erdarbeiten, Sport- und Freizeit, Versandhandel sowie Verkehrstechnik.

### Vereine
Das Vereinswesen besteht u. a. aus dem Bürgerverein Bindlacher Berg e. V., der Luftsportgemeinschaft Bayreuth e. V.; der Reservistenkameradschaft Bindlach e. V. und dem Schäferhundeverein, Ortsgruppe Bindlach e. V.

### Solarpark
Der Solarpark Bindlacher Berg ist eine Freiflächenphotovoltaikanlage östlich des Wohngebietes. Die Anlage wurde vom Betreiber Cosmoenergy auf einem 7,3 ha großen ehemaligen Militärgelände aus Silicium-Solarmodulen errichtet. Auf der Fläche wurden 230 sogenannte Solartracker verbaut, die zweiachsig dem Sonnenstand automatisiert nachgeführt werden. Jedes Modul hat eine Spitzenleistung von 10,56 kW, die Spitzenleistung der gesamten Anlage beträgt damit 2,43 MW. Von der Änderung des Flächennutzungsplans im August 2010 bis zum Baubeginn der Anlage vergingen lediglich zwei Monate. Der Solarpark wurde im März 2011 in Betrieb genommen. Nach Errichtung der Anlage durch das Unternehmen Cosmoenergy wird sie nun durch ein regionales Unternehmen saniert.